# Chico Machado

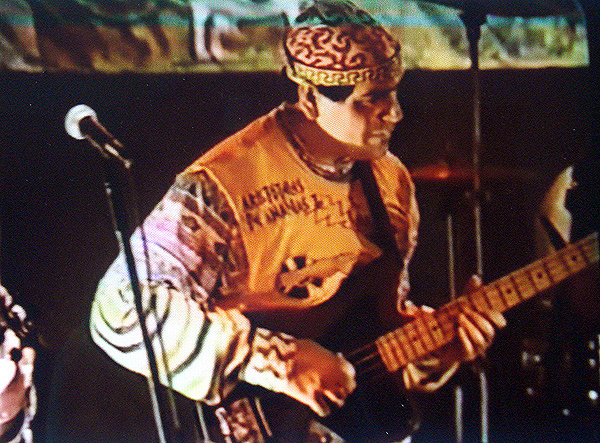
Chico Machado em apresentação da banda Aristóteles de Ananias Jr.

João Carlos Machado, mais conhecido como Chico Machado (Santo Ângelo, 22 de agosto de 1964), é um artista visual multimídia, curador de arte, músico e professor brasileiro.

## Biografia

### Formação acadêmica
Formou-se em pintura e desenho na Universidade Federal do Rio Grande do Sul (UFRGS). Tem especialização em Teatro Contemporâneo e mestrado e doutorado em Poéticas Visuais pela mesma universidade. Foi professor na Universidade do Estado do Rio Grande do Sul, na Universidade Federal de Pelotas e atualmente ensina no Departamento de Arte Dramática da UFRGS. Entre maio de 2021 e maio de 2023 foi coordenador da Comissão de Pesquisa do Instituto de Artes. Já fez parte da comissão julgadora do Prêmio Açorianos.

### Carreira
Iniciou-se nas artes visuais como quadrinista, participando da fundação da revista Kamikaze, que tinha uma proposta de criação coletiva, fazendo adaptações gráficas de músicas e apresentando comic clips. A revista se tornou emblemática no circuito das artes gráficas do estado, Leon Sanguiné a chamou de "antológica", e em sua dissertação de mestrado Eloar Guazzelli Filho assim a descreveu:
"Em fins dos anos 1970, a história em quadrinhos está praticamente restrita a umas poucas tiras nos jornais e os desenhistas buscam sem resultados criar uma publicação específica. Um forte sentimento de frustração domina o universos dos desenhistas do sul e o exemplo dos autores do centro do país os estimula a buscar solução para o impasse editorial. Por volta de 1984 um grupo de jovens de Porto Alegre faz planos para uma publicação somente de histórias em quadrinhos. [...] Por fim logram editar seis números de uma revista de pequeno formato, cujo nome traduz bem o estado de espírito destes jovens criadores: Kamikaze. [...] Criada no sistema cooperativo e editada de maneira informal, esta publicação teve uma boa recepção junto ao público mais jovem, pois trazia uma visão de mundo mais urbana, cheia de um humor sarcástico e exercendo também a sátira de costumes. É o ponto de convergência de algumas influências: o quadrinho underground norte-americano, a história em quadrinhos contemporânea europeia e também a produção sul-americana (em especial o quadrinho argentino, que nesta época vive um grande momento)".
Depois de formado na UFRGS, passou a se dedicar mais à pintura, ao desenho e à escultura, logo assimilando uma ampla variedade de fontes da cultura erudita e popular. Também já trabalhou como cenógrafo, ilustrador e figurinista.

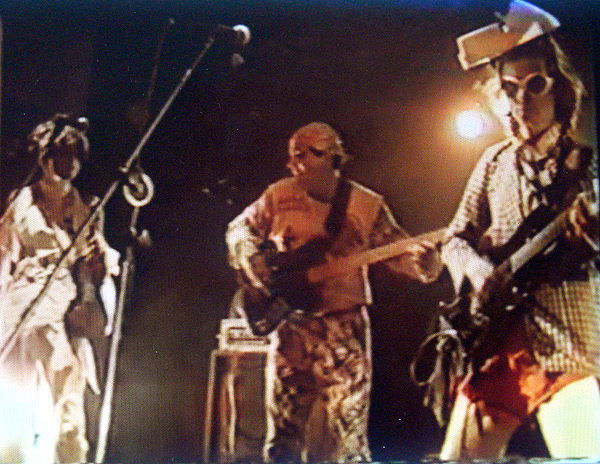
Chico Machado no baixo. Show no Bar Porto de Elis com a Aristóteles.

Foi membro da banda de rock alternativo Aristóteles de Ananias Jr., uma das mais notáveis bandas cult do estado do Rio Grande do Sul, participando como cantor, performer, cenógrafo, baixista e compositor. É de sua autoria uma das peças mais conhecidas da banda, a canção "Bico de Pato". A Aristóteles trazia uma estética inovadora para o contexto musical do sul, que tinha forte afinidade com os interesses de Chico Machado nas artes visuais: ela também fazia uma síntese entre a cultura erudita e a popular, que estruturava sobre uma base de rock derivado da Jovem Guarda e do rock dos anos 1960, materializada em apresentações performáticas, onde o humor e o improviso também estavam presentes. Sua proposta, na apreciação de Arthur de Faria, foi "a experiência musical mais radical feita em música popular nestas terras", e nas palavras de Eduardo Egs, "usando colagens de trechos de músicas, sobreposição de vozes e muito, mas muito atonalismo, o Aristóteles causou impacto na cena porto-alegrense. O trabalho da banda foi reunido em um CD lançado em 1996 pelo Grenal Records, selo do próprio Marcelo Birck [o líder da banda]. Hoje [2006], passados dez anos, ainda impressiona ouvir as experiências sonoras desse registro".

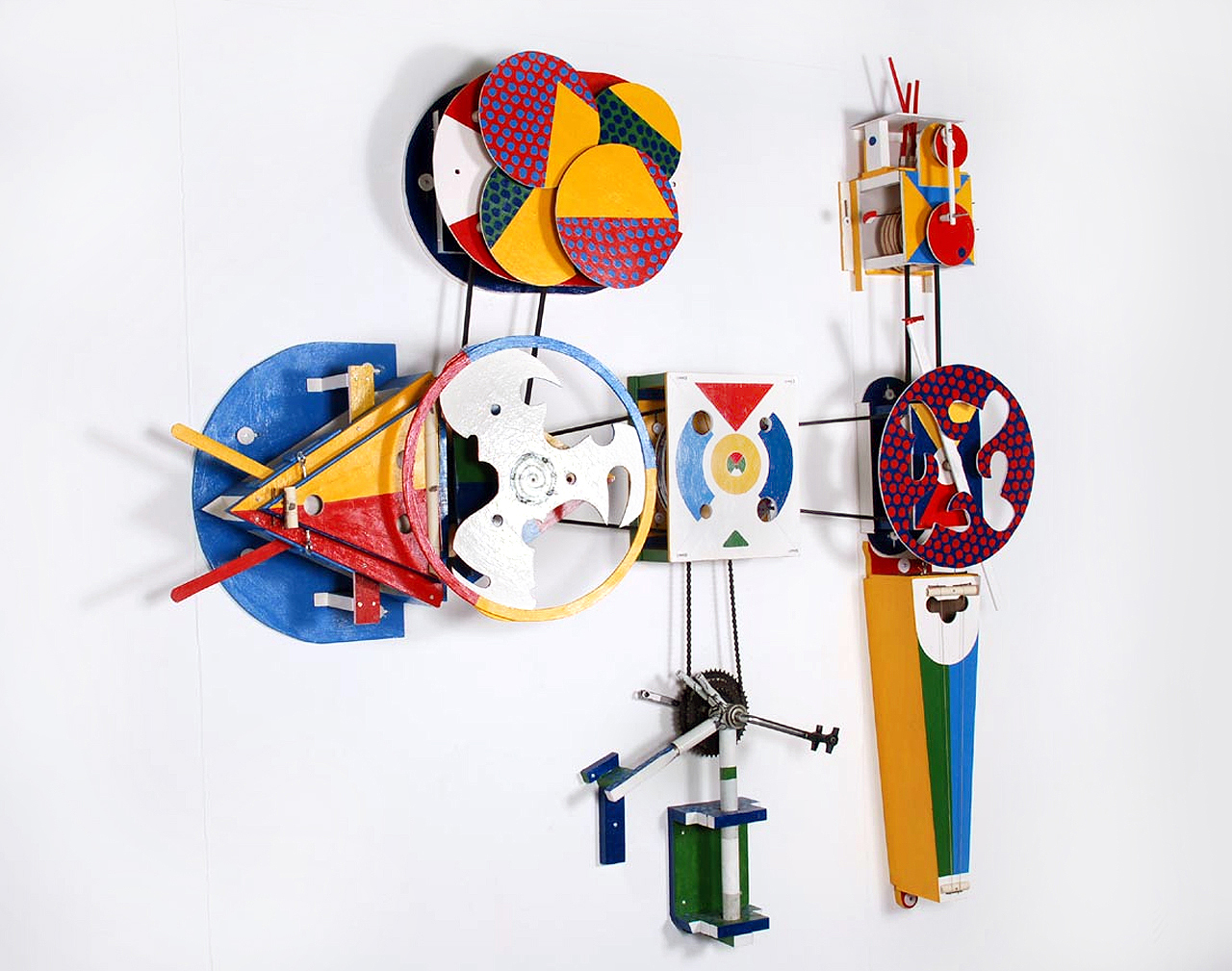
Chico Machado: deraierendelouer, pintura cinética e sonora manipulável. tinta esmalte sobre madeira, engrenagens e polias, 2007.

Desenvolve recentemente nas artes visuais um trabalho que incorpora diferentes materiais, meios e referenciais estéticos, caracterizado pelo hibridismo, com ênfase na apropriação de elementos da cultura de massa em diálogo com a tecnologia. Muitas de suas obras são interativas, cinéticas, sonoras ou manipuláveis, convocando o espectador a participar do ato criativo, integrando vídeo, som, pintura, desenho, animação, performance, escultura e outros elementos organizados como instalações. Já realizou numerosas exposições individuais e coletivas no estado e no Brasil. Em 2025 foi selecionado para a Bienal do Mercosul. Quando venceu o Prêmio Aquisição do V Salão Nacional Victor Meirelles, o Juri assim justificou a escolha:
"Chico Machado perde-se em inumeráveis circuitos elétricos para chegar a uma proposta rica em sentidos, percursos, entradas e saídas. Arte interativa e maquinal, traz o bom humor transgressivo dos inventores-artistas. Sua engenhosidade criativa está vinculada à linhagem de um Barrão ou mais remotamente à inventividade de um Abraham Palatnik".
Na ocasião, um dos jurados, Nelson Aguilar, comentou sobre a imprevisibilidade que caracteriza a arte contemporânea: "A gente nem sabe que formato a obra de arte vai assumir. De repente aparece, por exemplo, uma obra instigante como os objetos de Chico Machado, espécies de geringonças que são muito transgressivas. A arte contemporânea é isso, uma surpresa contínua". Sobre a necessidade da interação física das obras de Chico Machado com o público, por ocasião da individual Aparelhos que Fazem Zóing!, realizada em Porto Alegre em 2014 na Fundação Ecarta, Leo Felipe escreveu: 

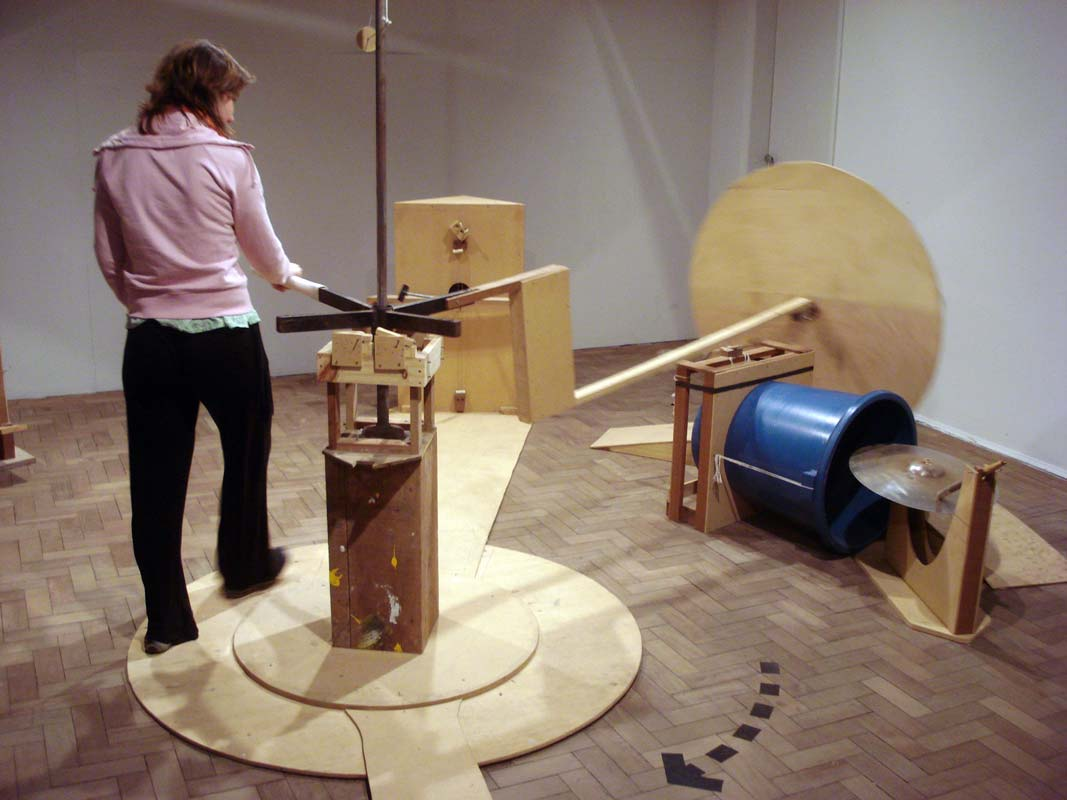
Detalhe de instalação interativa de Chico Machado no Museu do Trabalho, Porto Alegre, 2010.

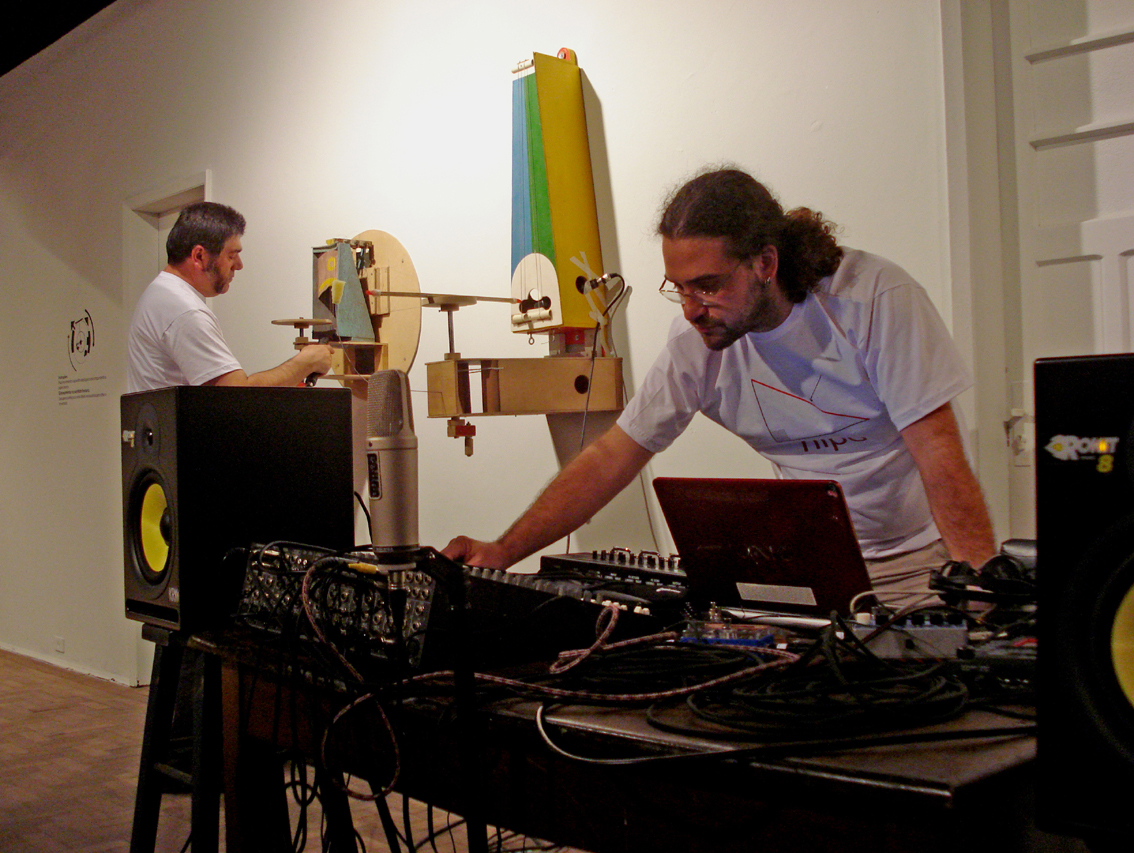
Performance em exposição de Chico Machado. Chico Machado, à esquerda, e o músico convidado Luciano Zanatta, à direita. Museu do Trabalho, 2010.

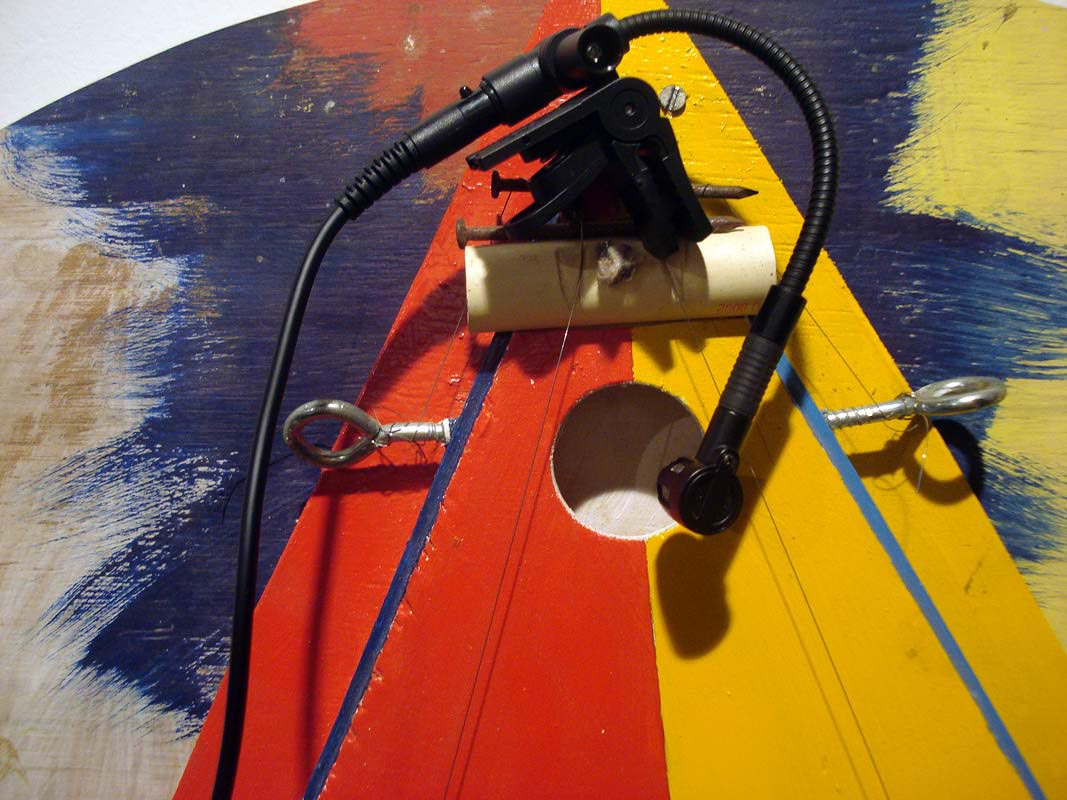
Detalhe de obra interativa de Chico Machado. Museu do Trabalho, 2010.

" [...] a arte está na experiência singular que temos com os objetos e não neles próprios (uma tremenda ironia se pensarmos que se trata de uma exposição de objetos). Valorizando a experiência, podemos, portanto, entender que as propostas nesta exposição expandem-se para além das galerias de arte, reverberando como o som emitido pela vibração das cordas dos aparelhos. [...] Chico Machado: Aparelhos que Fazem Zóing! traz a produção recente deste artista que já transitou nas áreas de quadrinhos, música e teatro, e que encontrou nas artes plásticas um campo generoso em que pôde fundir todas essas experiências. Vejo na produção de Chico resquícios desse trânsito: o ambiente cenográfico [...] remete ao ofício de cenógrafo das artes teatrais, o título da exposição [...] me faz lembrar os heróis dos quadrinhos que disparam o raio laser registrado na página de forma onomatopaica, os sonos metálicos produzidos a partir da manipulação dos aparelhos soam como a música experimental das bandas de rock nas quais ele já tocou.[...] Finalmente há o vídeo, a fonte disparadora dos sons emitidos por uma série de aparelhos. O vídeo que substitui o gesto, vídeo que engendra som e movimento e que faz a figura do artista sempre presente na exposição, miniaturizada como num filme de ficção. Esta exposição e seus desdobramentos devem ser percebidos como um convite à participação".
Os seus objetos assumem de fato formas imprevistas, como assinalou Aguilar, com um impacto visual aumentado pelos contrastes entre a materialidade de seus componentes. Muitas de suas obras individuais combinam materiais dependentes da artesania pessoal do artista, como placas de madeira serrada à mão e superfícies pintadas, com componentes retirados da tecnologia, como fios de arame, cordas, circuitos elétricos que fazem lâmpadas se acender ou piscar, sons serem emitidos, imagens surgir e se mover pelo espaço da sala ao comando do espectador, e não só do artista, que parece estar ali mais para oferecer meios para a expressão da fantasia do próprio público do que para ensinar autoritativamente um dogma estético ou angariar devotos, sugerindo antes um jogo, uma brincadeira, em que se é convidado a participar apenas se for dar prazer para todos — significativamente, ele prefere usar o termo usufruidor antes do que espectador. Nas suas grandes instalações recentes a vivência concreta da obra, do momento, do espaço, do prazer da co-criação, pode só existir com o auxílio de uma tecnologia mais sofisticada do que aquela que levou o homem à Lua, e no entanto ela não é dominante, pois intimamente associados aos circuitos, softwares digitais e telas de vídeo, estão objetos de forte presença espacial e visual realizados com uma artesania semi-improvisada, que o autor chama de low tech, em oposição à high tech dos computadores, e que remete diretamente ao artesanato popular, e deriva muito do seu apelo visual da rusticidade intencional de peças de madeira serradas e assembladas à mão, que permanecem com irregularidades no desenho, pregos aparentes, pinos à mostra, às vezes com algumas farpas soltas, pintadas com grossas camadas de tinta a óleo ou apenas sujas de uns restos aquarelados de cores, agregando materiais inespecíficos e improvisados, objetos prontos usados para fins diferentes dos planejados pela indústria. Os objetos finalizados e postos à disposição do público são máquinas utilizáveis de formas semi-orgânicas, semi-mecânicas, que lembram algo que já vimos mas não remetem especificamente a nenhum objeto conhecido, e que ao mesmo tempo são tão bizarros quanto únicos.
Entre as suas referências na cultura visual erudita estão por exemplo Abraham Palatnik, Hans Arp, Alexander Calder, Bauhaus, Jasper Johns, Robert Rauschenberg, Robert Morris, Hélio Oiticica, Carl Andre, Frank Stella, Jean Tinguely, Guto Lacaz, Lygia Clark, Francis Picabia e outros das escolas modernista, dada e contemporânea. Esta variedade indica sua preocupação recorrente pela síntese, combinação e colagem de formas e propósitos conflitantes ou complementares, que almejam um impacto inspirador e instigante em parte pelo choque, pela surpresa agradável ou desafiadora, suscitada por encontros tão improváveis, e em parte até pela exposição visível das entranhas do próprio processo criativo que deu nascimento às peças, deixando traços de todas as etapas de formalização na obra acabada, na expressão material e formal final dos objetos. Todos esses argumentos, procedimentos, indagações e motivações estão no centro da atividade criativa de Chico Machado, expressando-os em seus escritos teóricos. Ele explica o sentido de low tech para si:

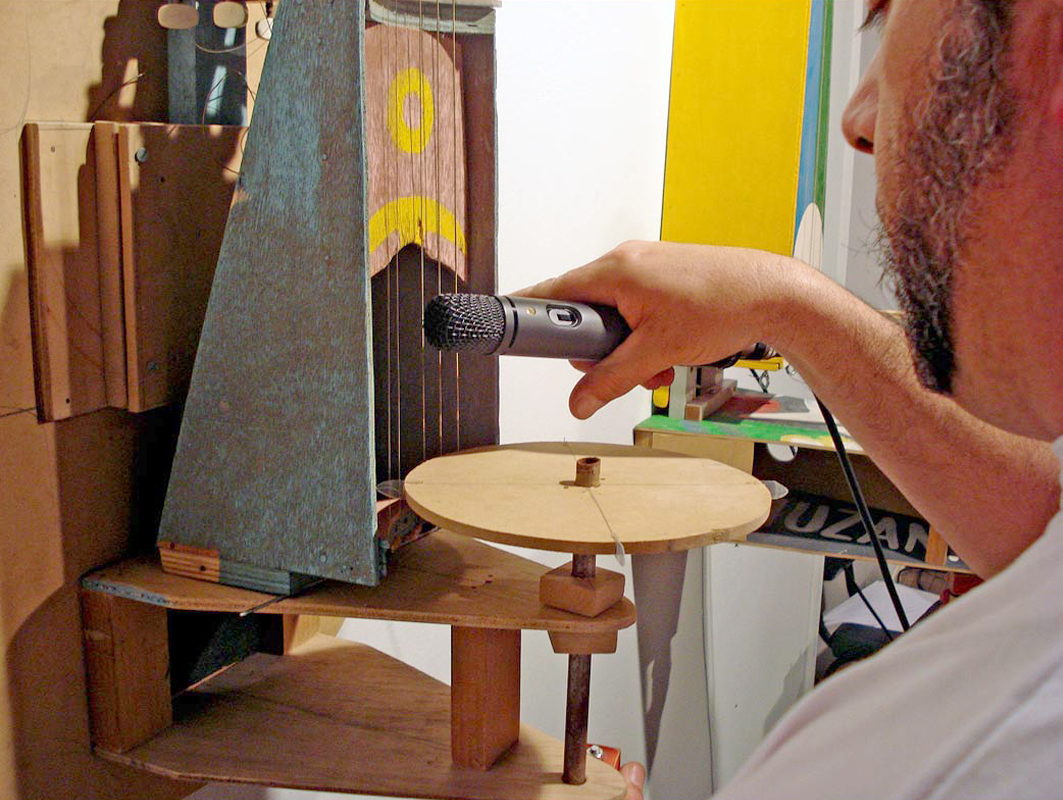
Obra sendo manipulada pelo autor em exposição no Museu do Trabalho, 2010.

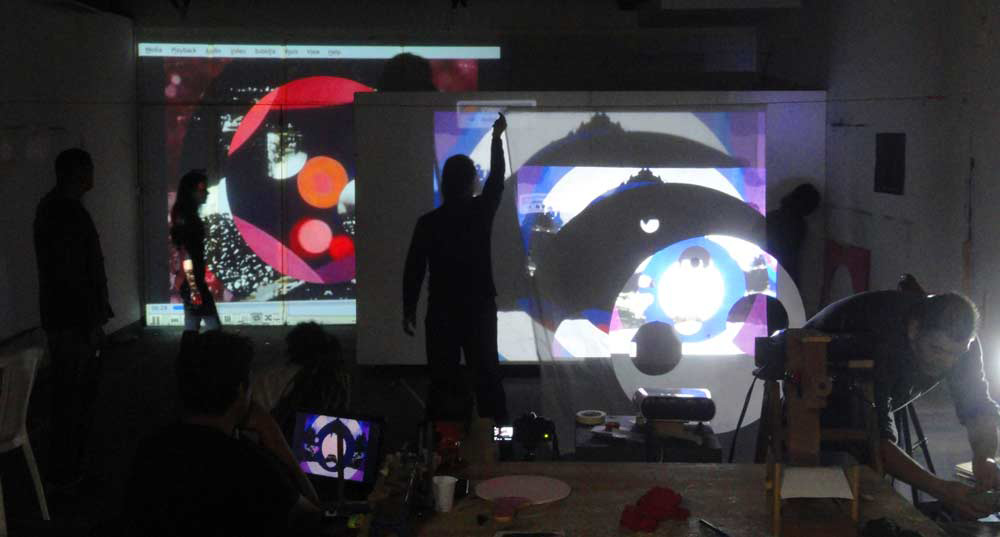
Detalhe da performance multimídia Incursões especulativas dentro e fora do cone, Porto Alegre, 2015.

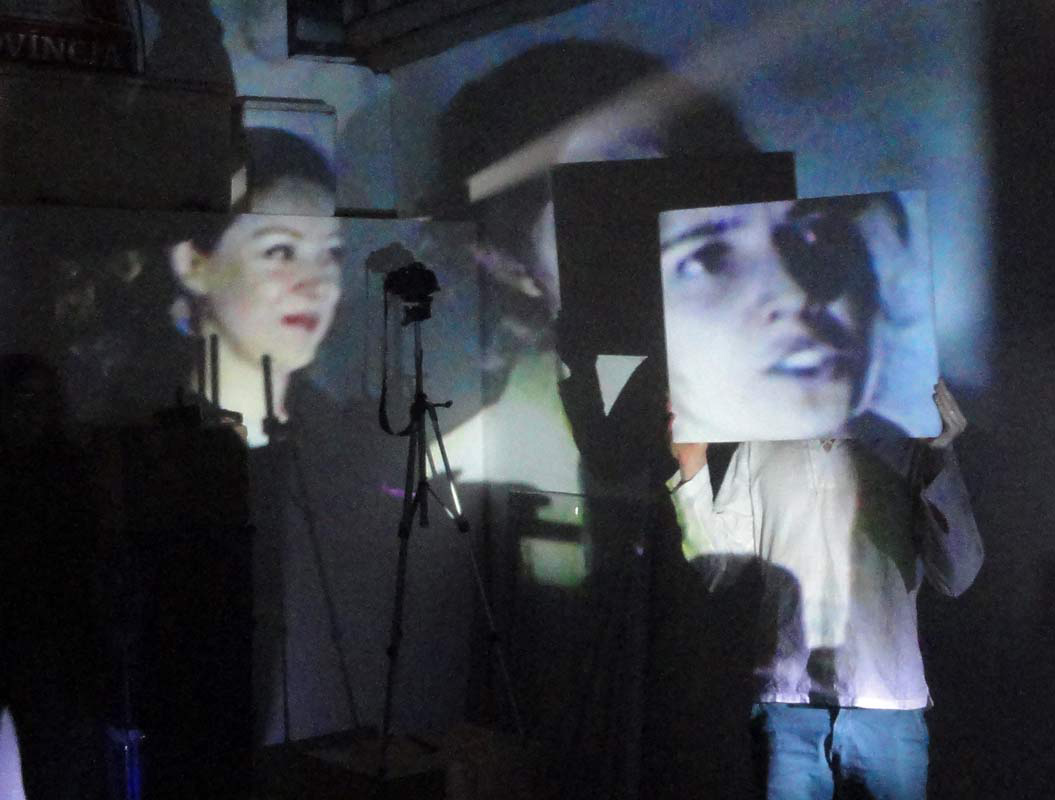
Detalhe da performance multimídia Incursões especulativas dentro e fora do cone, Porto Alegre, 2015.

"Foi Angélica de Morais, na sua visita à exposição Remetente, da qual participei em 1998, que pela primeira vez usou a expressão low tech para falar do meu trabalho. Naquela época, eu não fazia ideia que o termo já era bastante utilizado para se referir às tecnologias anteriores à informática e à computação, o que engloba os paradigmas pré-fotográfico e fotográfico de Santaella e Nöth, mas admito que considerei a expressão simpática e até adequada aos meus trabalhos. [...] Num artigo não assinado intitulado 'Os encantos do Low Tech', consta o seguinte:
Uma vez que a alta tecnologia vai se tornando gradativamente mais complicada, as pessoas comuns são freqüentemente dominadas por sentimentos de impotência e acabam por submeter-se à situação, geralmente a contragosto, do desenvolvimento atual em tecnologia e economia. [...]. O argumento dos que ainda estão ferrenhamente engajados na filosofia Low Tech é que, não raro, a alta-tecnologia produz muita coisa inútil. Eles perderam a crença de que o progresso vai ser atingido através da tecnologia por si só.
"Ao que parece, o termo low tech é bastante associado à ideia de um saudosismo romântico com relação às tecnologias antigas e uma espécie de pessimismo no que diz respeito ao futuro do planeta e da humanidade. Não posso negar uma identificação minha com o aspecto poético das tecnologias antigas, mas não me vejo como um pessimista. Acho que minha abordagem é ligada a 'uma perspectiva um pouco diferente, mais dirigida à ironia ou à paródia', conforme dito em um texto colocado no site do Itaú Cultural.
"Materialmente e tecnicamente, o que se pode chamar de low tech nos meus aparelhos está encarnado, por exemplo, na escolha dos materiais (como a madeira) e nos modos de tração utilizados para acionar e movimentar os mecanismos (como as manivelas). Em termos de imaginário, o que me perpassa, é o modo lúdico e deformador como percebo que a cultura popular às vezes se apropria do progresso tecnológico e científico. A 'ciência' em forma de efeitos especiais e ilusões presentes nas demonstrações de feiras e parques de diversões me atrai bastante, notadamente o uso de dispositivos mecânicos em brinquedos e diversões. Quando vi uma 'casa de farinha' pela primeira vez, em uma viagem que fiz por Pernambuco e por outros estados do nordeste brasileiro como integrante do grupo de teatro Usina do Trabalho do Ator, em 1999, tive uma confirmação absoluta desta admiração. Uma casa de farinha é uma espécie de mistura entre teatro de bonecos (da tradição do Mamulengo) e brinquedo cinético, onde girando uma manivela, põe-se em ação uma série de mecanismos que movimentam bonecos/atores que executam ações descritivas (uma das que eu vi, apresentava Lampião e seu bando atacando uma fazenda). Cumpre observar aqui que, diferentemente da cultura popular, meu olhar sobre a tecnologia digital não é ingênuo nem distante, pois me utilizo dela e domino relativamente bem o uso de diversos softwares de tratamento gráfico, sonoro e de vídeo. Mas, ainda assim, prefiro obter sons e imagens em movimento através de aparelhos mecânicos construídos por mim e movidos a tração humana".
Ele resume sua "técnica" na abertura de sua dissertação de Mestrado, intitulada Máquinas Imprecisas: materiais, procedimentos e imaginário em aparelhos mecânicos de arte:
"Abordam-se o universo de cogitações e as condições materiais de instauração de obras de arte, realizadas em forma de aparelhos cinéticos mecânicos, a partir dos seus aspectos materiais, dos procedimentos técnicos e artísticos empregados na sua confecção e dos aspectos do imaginário presentes neste processo. São máquinas que podem ser denominadas de imprecisas por serem máquinas de arte e que procuram modos de indicar, para seus usufruidores, os sujeitos que as usam, seu funcionamento e a sua própria feitura, acreditando que estas questões são partes importantes das significações e do imaginário que influenciam esta instauração, assim como do imaginário que é suscitado por elas. Estes aparelhos são objetos que requisitam, pelo seu uso, uma manipulação e uma confrontação corporal direta com os usufruidores. Os artistas e as obras associados à arte cinética constituem um referencial importante abordado aqui. Estas questões, a partir de uma feitura e de uma utilização de materiais e técnicas que podem ser chamados de low tech, se estabelecem principalmente frente às tecnologias digitais contemporâneas, cujas técnicas e teorias também lhe servem de referencial".

## Prêmios
- Prêmio Açorianos de Melhor Cenografia (1992), Porto Alegre.[25]
- Prêmio Aquisição do V Salão Nacional Victor Meirelles de Artes Plásticas (1997), Florianópolis.[26]
- Prêmio do Concurso Goethe de Artes Plásticas (2000), Porto Alegre.[26]
- Prêmio de Melhor Figurino, categoria Rua, no 14º Festival de Teatro de Florianópolis Isnard Azevedo (2007).[25]
- Duas indicações para o Açorianos pela exposição Dispositivos Sônicos, nas categorias Destaque em Escultura e Melhor Exposição Individual,[27] vencendo na categoria Destaque em Escultura (2011).[28]
- Indicado para o Prêmio Tibicuera de Teatro Infantil (1998) pelos figurinos da peça Mundéu, o Segredo da Noite.[29]